# Giampiero Moretti

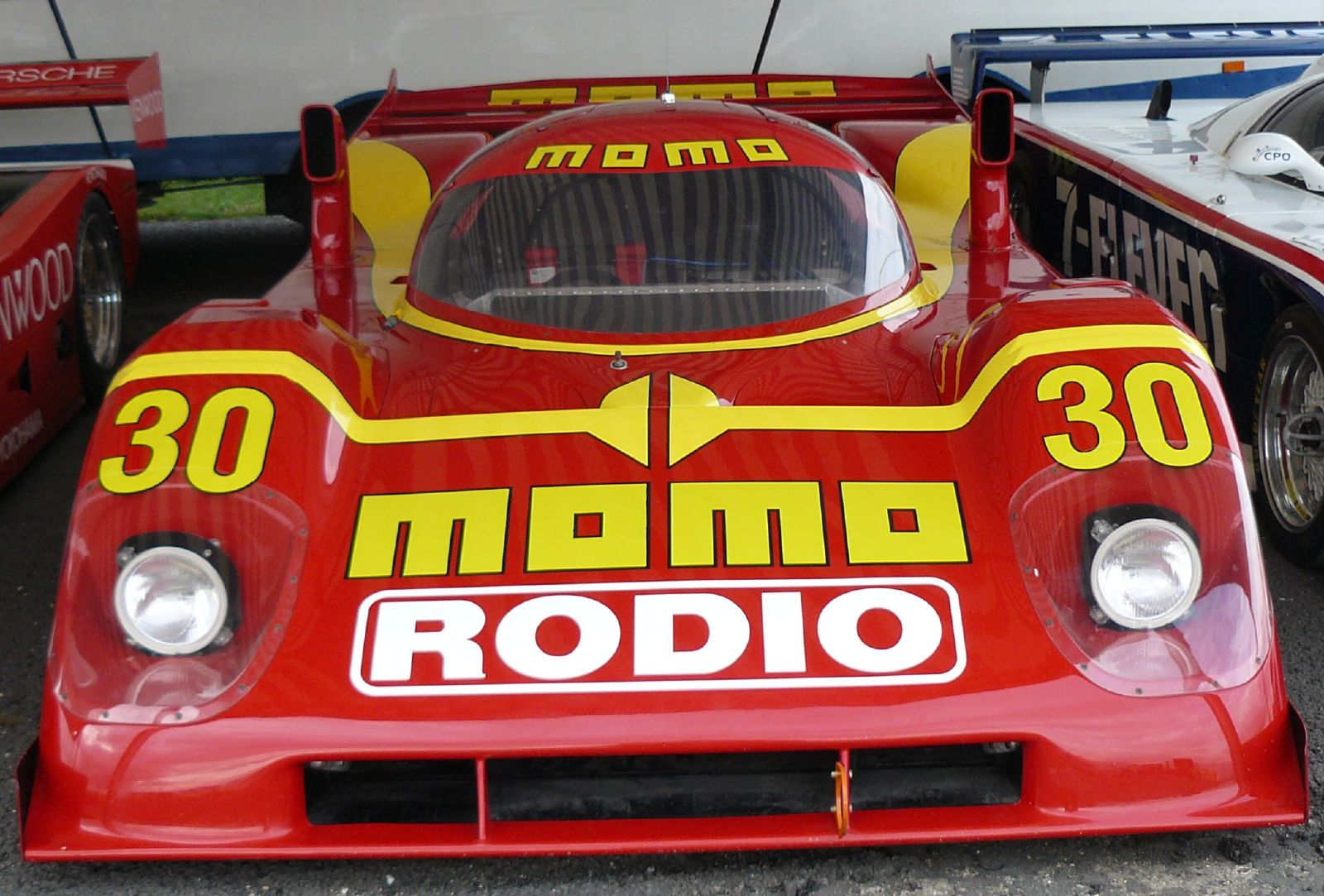
La Nissan NPT-90 de 1993

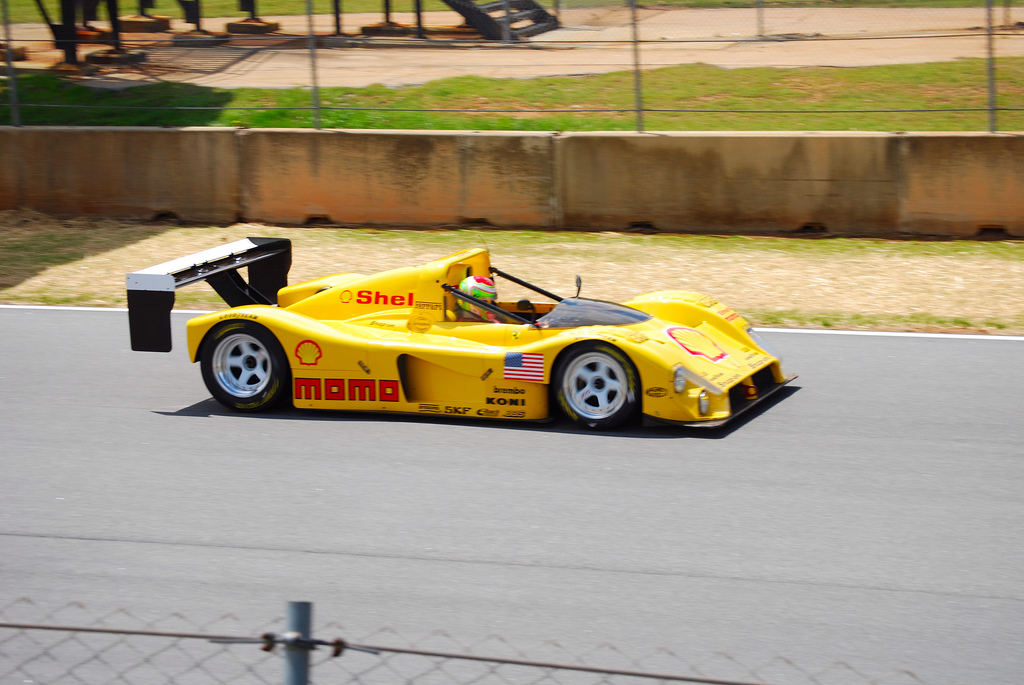
La Ferrari 333 SP

Gianpiero Moretti (Milan, 20 mars 1940 – Milan, 14 janvier 2012) est un pilote automobile italien. Il a fondé l'entreprise italienne MOMO qui fabrique et conçoit des pièces pour automobiles.

## Biographie
Gianpiero Moretti est né dans une riche famille milanaise. Avec l'aide financière de sa famille, il fonde, au début des années 1960, l'entreprise MOMO qui se spécialise dans la production de volants pour le sport automobile spécialiste. Le nom est une association des deux premières lettres de Moretti et de Monza. La réussite de l'entreprise vient de son association avec la Scuderia Ferrari. En 1964, Enzo Ferrari voulait des volants en cuir pour la Ferrari 158 engagée en Formule 1, c'est Giamapiero Moretti qui lui fournira.
Dans les années 1980, la société s'implante dans le sport automobile aux États-Unis en fournissant des volants, des roues, des casques et les gants.
Jusqu'à sa mort en janvier 2012, il est resté à la tête de son entreprise.

## Carrière sportive
Gianpiero Moretti a commencé le sport automobile par la Course de côte en 1961, en Italie. Il obtient se premiers succès en 1969 avec une victoire dans la catégorie GT dans la Targa Florio en compagnie d'Everardo Ostini sur une Porsche 911 T. En 1970, il participe au Championnat du monde des voitures de sport avec une Ferrari 512 S en compagnie de Corrado Manfredini et effectue ses premiers 24 Heures du Mans.
Il a mis ensuite sa carrière en parenthèse pour prioriser sa carrière professionnelle avant de reprendre en 1978 la compétition aux États-Unis pour favoriser l'expansion de son entreprise. Il s'engage en premier avec la Porsche 935 en IMSA GT puis utilise des March, des Alba, la Porsche 962 ou la Nissan NPT-90 (en). Ce n'est qu'à partir de 1994 et la nouvelle Ferrari 333 SP qu'il remporte un grand nombre de victoires. Lors de la dernière année du Championnat IMSA GT, en 1998, il remporte les trois grandes courses américaines : 24 Heures de Daytona, 12 Heures de Sebring et 6 Heures de Watkins Glen.

## Palmarès
- Championnat du monde des voitures de sport
  - Vainqueur de la catégorie GT de la Targa Florio en 1969

- IMSA
  - Vainqueur des 24 Heures de Daytona en 1998
  - Vainqueur des 12 Heures de Sebring en 1998
  - Trois fois vainqueur des 6 Heures de Watkins Glen en 1994, 1996 et 1998